# Japansk have
Japansk have (日本庭園, nihon teien) er et have- eller parkanlæg, der er anlagt i traditionel japansk stil.

## Historisk oprindelse og symbolik
Sammen med buddhismen der blev indført i Japan i 552 strømmede en massiv bølge af kinesisk kultur over landet. En påvirkning der satte gang i japansk nytænkning inden for kunst, religion, filosofi og håndværk, etc. I denne forbindelse sendte de japanske kejsere adskillige delegationer til Kina med henblik på, at hente viden om kunst, skikke og sæder fra Kina.
Litteraturen og billedruller vidner om, at der foran de japanske kejserpaladser fra 800-tallet blev anlagt livige og farvestrålende haver, hvor blåregn, japanske kirsebærtræer, hængepil og letløvet japansk ahorn hang ud over søbredden. Søer fyldt med hvide lotusblomster, der inden for buddhismen er tegn på renhed, var det dominerende element i haven. Der fandtes ingen gangstier, adelen sejlede rundt i søen for at nyde haven.
Japanerne benyttede feng-shui-mestre (vind- og vandmestre), som havde indgående kendskab til landskabet, hvorfor de kunne finde gunstige steder i terrænet til at bygge huse og anlægge haver på. Feng-shui er en form for videnskab om landskab og universets opbygning (filosofisk lære), hvor kvadratet opfattes som jorden og cirkle som himlen. Ved at forene de to komplementære kræfter – yin og yang – opstår den store harmoni. Det kvindelige aspekt, yin, står for jorden, frugtbarhed, vand, måne og det negative. Mens yang står for det mandlige, himlen, solen, bjergene og det positive.
Op gennem tiden har Japan haft forskellige religioner, der har haft indflydelse på japansk havearkitektur. Japans oprindelige religion, shinto, er en form for gudetilbedelse af naturfænomener og ærbødighed for forfædre, hvor det centrale er en guddommelig forbindelse mellem natur og mennesker. Shinto betyder 'gudernes vej' og er karakteriseret ved trosformer der kommer til udtryk i en æstetisk holdning til naturen, livet og døden. Shintoisternes syn skaber grobund for gartnere, der dyrker detaljen og enkelheden i den japanske have.
Landets anden store religion, buddhismen, bygger også på tro om samhørighed med naturen, og religionen har ligeledes haft stor indflydelse på mange tempelhaver og kejserlige haver. Tehaven er udsprunget af zenbuddhisternes religiøse og filosofiske lære om et enkelt livssyn og berettigelse for naturens tilstedeværelse.
For begge religioner er rituel renselse af sjæl og krop af stor betydning, og uden for alle helligdomme og templer er der opstillet høje, aflange granittrug, hvorfra de troende eller gæster øser vand for at skylle mund og svælg inden de betræder de indviede steder, som også haven er en del af.

## Havetyper
Det er vanskeligt at inddele de japanske haver i rene stilarter, fordi havetyperne lapper over hinanden som et udtryk for flydende overgang i forbindelse med samfundets udvikling. I det følgende opstilles en række havetyper, hvor den nærmere beskrivelse findes ved at følge henvisningen til den pågældende artikel omhandlende den specifikke japanske havetype:
- Chisen-shuyu-shiki: Sø- og bjerghaven; udviklet i perioden ca. 600-1200 e.Kr.
- Kare-sansui (枯山水): Tør-landskabshaven; udviklet i perioden ca. 1392-1568 e.Kr.
- Roji: Tehaven; udviklet i perioden ca. 1335-1600 e.Kr.
- Chisen-kaiyu-shiki: Promenade- eller vandringshaven; udviklet i perioden ca. 1600-1868 e.Kr.
- Tsubo-niwa: Små gårdhaver; udviklet i perioden 780-1868 e.Kr.

## Japansk vegetation
Afhængig af den japanske havetype kan nedenstående vegetation ses i den japanske have:
- Japansk lærk
- Japansk kirsebær